# بی.بی. کامر
بی. بی. کامر (به انگلیسی: Braxton Bragg Comer) سناتور سابق عضو حزب دموکرات ایالات متحده آمریکا بود. وی در سال ۱۹۲۰ میلادی سناتور ایالت آلاباما در سنای ایالات متحده آمریکا بود.